# Garber (Oklahoma)
Garber – miasto w Stanach Zjednoczonych, w stanie Oklahoma, w hrabstwie Garfield.